# Balatonfenyves
Balatonfenyves is een plaats (község) en gemeente in het Hongaarse comitaat Somogy aan het Balatonmeer en grenst aan Balatonmáriafürdő in het westen en Fonyód in het oosten. Balatonfenyves maakt deel uit van het district Fonyòd en heeft op zijn beurt twee buitenwijken: Pálmajor (op 2,5 km) en Imremajor (op 5 km).
De naam is een samentrekking van Balaton en fenyves, het Hongaarse woord voor denneboom, daar het gebied vroeger een bosrijke omgeving was.
Balatonfenyves is een badplaats met vooral families en enkele jeugdkampen. Er zijn een paar hotels maar typisch zijn de vele vakantiehuisjes tussen de spoorlijn (die heel Balatonfenyves doorkruist) en het meer. Er is ook een jachthaven, de Feynves Yacht Club, in het westelijk deel van het dorp.

## Bereikbaarheid

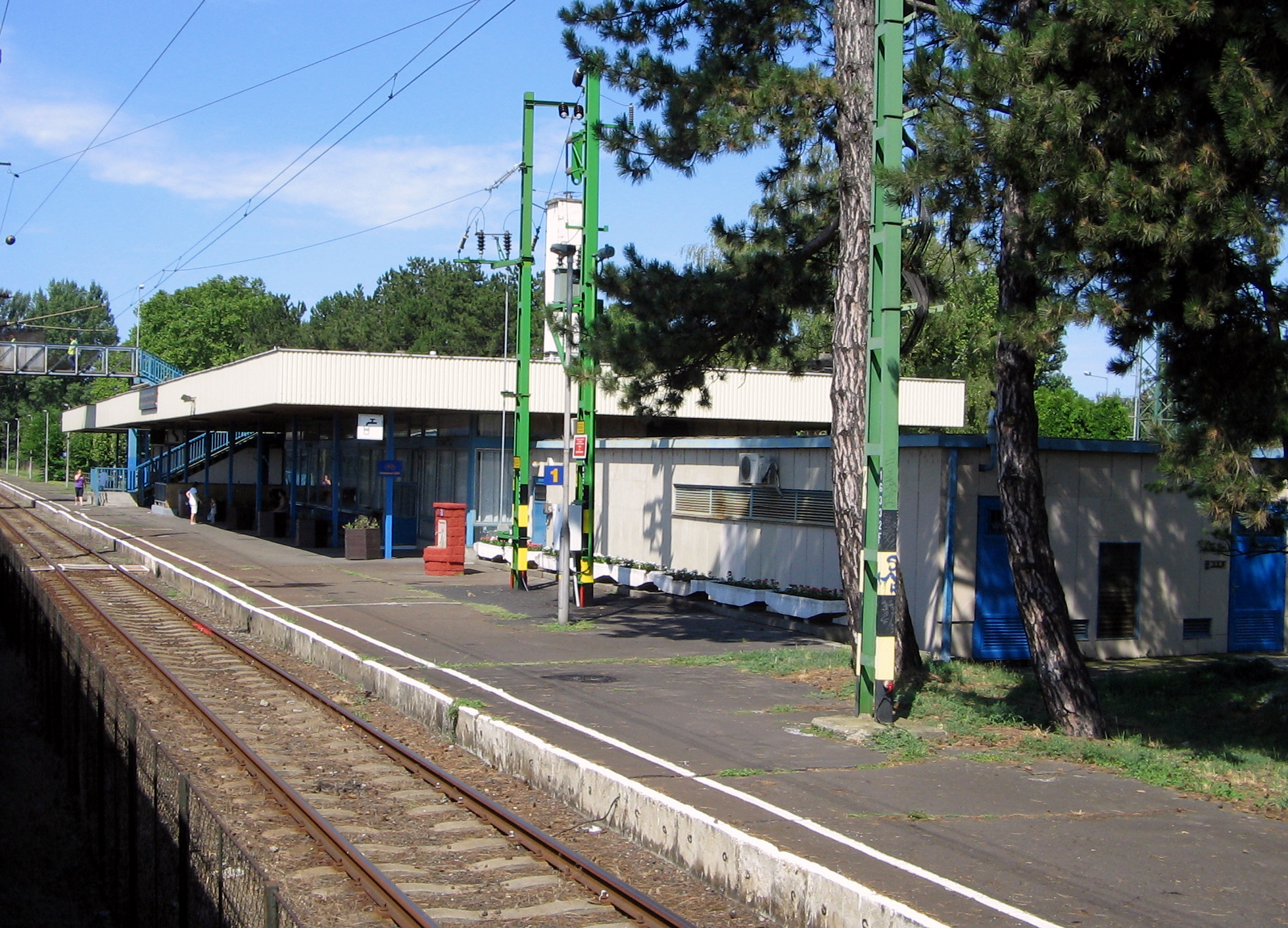
Het station op de lijn Budapest–Murakeresztúr

In de zomerweekends wordt Balatonfenyves druk bezocht door dagjestoeristen door de nabijheid van het treinstation en de M7 autosnelweg met eigen afrit.
Naast het station op de Budapest–Murakeresztúr lijn vind je er ook het laatst overgebleven MÀV smalspoor van Hongarije. Deze lijn van 13 km verbind Balatonfenyves met Somogyszentpál. Vandaag wordt deze vooral gebruikt als toeristentreintje in de zomermaanden.
De Vachott Sándor wandelstraat verbindt het station rechtstreeks met het strand. Hier zijn de meeste winkels te vinden.

## Strand

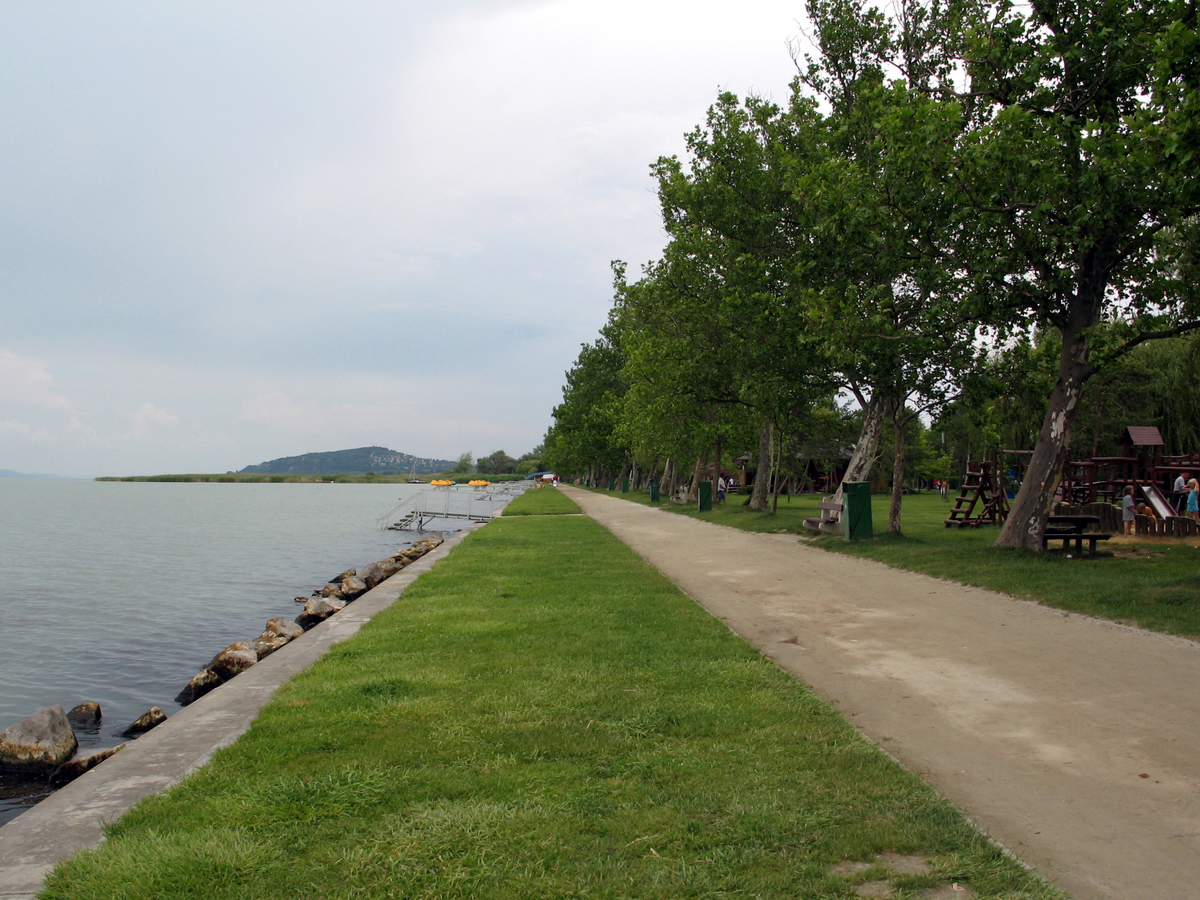
Typisch standzicht met Fonyód in de achtergrond

Het strand van Balatonfenyves is het langste (ongeveer 1,8 km) langs het Balatonmeer en is gratis toegankelijk. Langs deze kant is het meer ook ondiep wat maakt dat een volwassene makkelijk enkele honderden meters in het meer kan wandelen zonder te moeten zwemmen. Het meer zelf is toegankelijk via verschillende metalen trappen langs de hele lengte van het strand.
Het strand is een grasstrook van ongeveer 50 m met enkele bomen. Over de gehele lengte zijn toiletten, douches en kleedcabines te vinden, alsook enkele speeltuinen en meerdere eetgelegenheden met typisch Hongaarse snacks zoals lángos, gyros en vissoep.
Aan het oostelijke uiteinde van het strand is er een waterglijbaan de rond 2020 hersteld werd.